# Ricardo Arjona
Edgar Ricardo Arjona Morales (Jocotenango, 19 de janeiro de 1964) é um cantor, compositor, músico e ator guatemalteco. Com um estilo inconfundível dentro do gênero pop latino, Arjona é um dos mais bem-sucedidos artistas da música latina de todos os tempos, com mais 40 milhões de álbuns vendidos em todo o mundo. Por vezes, é referido como El Animal Nocturno (O Animal Noturno) por seu sucesso internacional ter sido alcançado principalmente após o lançamento de seu álbum homônimo. Sua musicalidade abrange não somente o pop latino, como também rock e pop rock e o tradicional son cubano, além das experiências mais recentes com a música mexicana e afro-americana.
Em 2016, Arjona havia lançado dezesseis álbuns de estúdio, um álbum ao vivo, nove compilações e quarenta e três singles. Quatro de seus álbuns alcançaram a primeira posição na Billboard Top Latin Albuns e outros dez alcançaram a primeira colocação nas paradas musicais da Argentina, onde o artista é também muito popular. Quatro de seus álbuns também figuraram na Billboard 200. Quatro singles de Arjona alcançaram a primeira colocação nas paradas musicais estadunidenses. Sua obra discográfica foi indicada a diversas premiações musicais, incluindo os Prêmios Grammy, o Grammy Latino e o Billboard Latin Music Awards, além de ter sido homenageado no Festival Internacional da Canção de Viña del Mar.
Entre suas canções mais conhecidas estão: "Mujeres", "A Ti" e "Porque Es Tan Cruel El Amor" (versão original de "Porque é Tão Cruel o Amor", gravada pelo cantor brasileiro Leonardo). Também teve uma experiência como ator, interpretando a si mesmo na telenovela mexicana Alcanzar una Estrella.

## Biografia
Edgar Ricardo Arjona Morales nasceu em 19 de janeiro de 1964 na cidade guatemalteca de Jocotenango; filho de Ricardo Arjona Moscoso e Mimi Morales de Arjona. Passou a maior parte de sua infância na Cidade da Guatemala, onde iniciou seus estudos musicais. Aos 7 anos de idade, Arjona recebeu seu primeiro violão de presente de seu pai, que também lhe ensinou a tocar o instrumento. Mais tarde, no início da adolescência, passou a compor, sendo "Esa es mi Barca" sua primeira canção completa. Aos 12 anos de idade, Arjona participou do concurso "Festival Infantil Juventude 74" (Festival Infantil Juventud 74). Interpretando a canção "Gracias al Mundo", composta por seu próprio pai, Arjona venceu a competição, sendo esta sua primeira conquista musical.
Apesar de um envolvimento inicial com arquitetura e engenharia, Arjona graduou-se em Ciências da Comunicação pela Universidade de San Carlos de Guatemala. O cantor afirma que decidiu seguir os estudos na área somente por que já havia dispensado uma bolsa de estudo em uma universidade privada, contrariando o desejo de sua família. 
Além da dedicação na área musical, Arjona também era um talentoso basquetebolista, tendo jogado nas equipes locais Leones de Marte e TRIAS. Integrante da seleção nacional da Guatemala, Arjona viajou por diversos países da América Latina em competições continentais, chegando a deter o recorde de mais pontuador do basquetebol guatemalteco. Antes de gravar seu primeiro trabalho fonográfico e enquanto ainda cursava a faculdade, Arjona foi professor de escola primária, seguindo os passos de seu pai.

## Carreira musical

### 1985: Início da carreira
Arjona deu início à sua carreira musical aos 21 anos de idade, quando assinou contrato com a gravadora Discos de Centroamérica, S.A., distribuída pela PolyGram. Seu primeiro álbum, Déjame Decir Que Te Amo, foi lançado ainda no mesmo ano. A gravadora tentou torná-lo um estereotipado cantor romântico latino. A faixa-título do álbum foi lançada como single principal, porém o projeto não conseguiu emplacar nas paradas musicais do país, recebendo avaliações moderadas dos críticos. No site Allmusic, o álbum consta com 3/5 estrelas. Devido a esta experiência negativa com seu primeiro lançamento comercial, Arjona decidiu abandonar a carreira musical e dedicar-se à carreira de professor. Aos 24 anos de idade, Arjona mudou de rumos e aproveitou a oportunidade de representar seu país no Festival da OTI com a canção "Con Una Estrella En El Vientre". Os ensaios para o festival renderam a canção "S.O.S Rescátame". Seu segundo álbum de estúdio, Jesús, Verbo No Sustantivo (1988) alcançou finalmente o sucesso comercial e de crítica, elevando seu nome em todo a América Latina. 

### Anos 90: Sucesso internacional

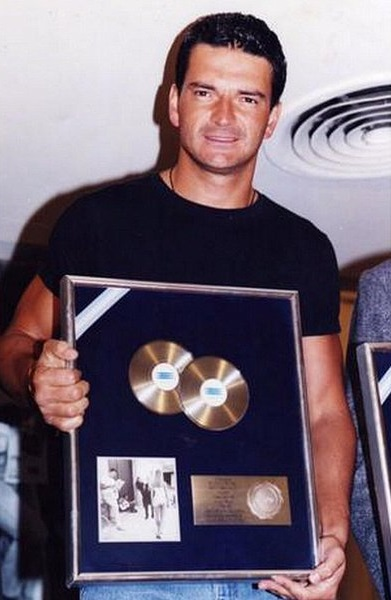
Arjona com seu disco de platina pelo álbum Sin daños a terceros, de 1998.

Arjona deu o primeiro passo na década de 1990 como um cantor já reconhecido em toda a América Latina. Após migrar para a Sony Music em 1990, lançou o álbum Del Otro Lado del Sol, um de seus mais modestos resultados comerciais. No mesmo ano, recebeu um papel permanente na telenovela mexicana Alcanzar una estrella, dividindo as telas com Mariana Garza e Eduardo Capetillo, entre outros. Ainda no mesmo período, passou a compor canções para outros artistas como o próprio Capetillo, além de Bibi Gaytán e Yuri. A canção "Detrás de Mi Ventana", composta para Yuri, tornou-se um grande sucesso comercial em 1994, alcançando a primeira colocação e permanecendo por três semanas no topo da Hot Latin Songs. Posteriormente, lançou uma versão da canção em seu álbum Trópico (2009), gravada em dueto com Melina León. 
Em 1992, após conhecer o maestro Raúl Velazco, Arjona apresentou-se no programa musical salvadorenho Siempre en Domingo, cantando "Mujeres" e "Quién diría" do álbum de estúdio que seria uma grande guinada em sua carreira musical internacional. Animal nocturno, seu quarto álbum de estúdio, foi lançado em fevereiro de 1993 através da Sony Discos, vendendo mais de 500 mil cópias em todo o mundo. Contendo os singles "Mujeres" e "Primera Vez", o álbum foi certificado em platina e em diamante pelo amplo sucesso comercial.
Arjona confirmou sua reputação com o lançamento de seu quinto álbum de estúdio, Historias. O álbum vendeu 2 milhões de cópias em toda a América Latina e recebeu 27 certificações em platina e duas certificações em diamante, incluindo uma certificação em platina na Argentina. Historias alcançou a 43ª posição na Top Latin Albuns da Billboard além de emplacar os singles "Te Conozco" (em 3º lugar) e "Señora De Las Cuatro Décadas" (em 7º lugar) na mesma parada musical. Jason Birchmeier, escrevendo para o site Allmusic, classificou o álbum em 4.5/5 estrelas. O álbum tornou-se o mais vendido de toda a sua carreira.
Com seu sexto álbum de estúdio, intitulado Si el norte fuera el sur, Arjona deixou pela primeira vez o tema romântico em suas composições para aventurar-se na temática nacionalista e social, abordando questões como a globalização. Os quatro singles foram "Si El Norte Fuera El Sur", narrando as relações entre os Estados Unidos e a América Latina, "Tu Reputación", "Me Enseñaste" e "Ella y Él". O site Birchmeier classificou o álbum em 4.5 estrelas, afirmando ainda que "num todo, este é terceiro álbum clássico de Arjona em sequência, mas cada um distinto de seu trabalho antecessor." A Billboard considerou-o como o "Álbum de Rock do Ano" de 1997. Si El Norte Fuera El Sur recebeu diversas certificações em platina nos Estados Unidos e na Argentina.
Em 1998, lançou seu sétimo álbum de estúdio Sin Daños a Terceros. Terry Jenkins, escrevendo para o site Allmusic, comentou que "o álbum dá continuidade à marca de álbuns afetuosos e comprometidos de Arjona, que destacam tanto sua habilidade melódica quanto sua consciência social." Seu quarto álbum a alcançar sucesso comercial relevante, Sin daños a terceros estreou em 6º lugar na Top Latin Albums (dos Estados Unidos), sendo o primeiro trabalho do artista a alcançar as dez primeiras colocações na Billboard Latin Pop Albums. O álbum rendeu os singles "Dime Que No" (que alcançou o 6º lugar na Latin Songs e o 3º lugar na Latin Pop Songs) e "Mentiroso" (que alcançou o 22º lugar na Latin Songs e o 5º lugar na Latin Pop Songs).; além de receber múltiplas certificações em platina nos Estados Unidos pela marca de 700 mil cópias vendidas.
Em 5 de dezembro de 1998, diante de um público de mais de 100 mil pessoas no Hipódromo da Cidade de Guatemala, Arjona gravou seu primeiro álbum ao vivo, intitulado Vivo. O álbum alcançou relativo sucesso comercial, sendo certificado em ouro no México e em platina nos Estados Unidos e Argentina. O single "Desnuda" alcançou o 1º lugar na Billboard Top Latin Songs. 

### 2000-2005:Galería Caribe,Santo PecadoeAdentro
Seu oitavo álbum de estúdio Galería Caribe foi precedido pelo lançamento do single "Cuándo", que tornou-se um sucesso comercial ao alcançar a primeira colocação na Top Latin Songs e na Latin Pop Songs. O cantor comentou que o álbum passou um ano em período de construção e acrescentou que antes de ingressar no projeto, "possuía mais amigos". Arjona também mencionou que "era encantado pela cultura caribenha desde a infância". Birchmeier notou que Galería Caribe é "uma curiosa investida no catálogo de Arjona, que a maioria dos fãs podem apreciar sem perder muito". O álbum tornou-se seu primeiro trabalho a emplacar na Billboard 200, alcançando a 136ª colocação e a primeira colocação na Top Latin Albums. Os três singles "Lo Poco Que Queda De Mi", "Mesías" e "A Cara O Cruz" também emplacaram nas primeiras colocações das paradas musicais latino-americanas. Para promover a obra, que vendeu mais de 2 milhões de cópias, Arjona embarcou na turnê Galería Caribe, iniciando pelo México em 2000 e finalizando-a em 2001.

“Promove a mudança e ganhou muitos inimigos
Já comprou a CNN e está usando seu espaço
Com discursos que nos convidam a vê-lo
E o caos impera e o planeta se impressiona
A igreja o acusa de heresia
E o Pentágono, de terrorista
E no fio da navalha, a fé.”

— Trecho de "Mesías", de Arjona.
Na canção "Mesías", Arjona narra um personagem que aparece "na forma de um rico e bem armado magnata com (...) algum plano sinistro para o mundo". Alguns críticos argumentaram que a canção era um "ataque metafórico" e ideológico ao capitalismo e ao imperialismo, considerados os principais alvos das composições do artista. A canção obteve ainda um nível de controvérsia quando críticos notaram conexões entre a letra e os Ataques terroristas de 11 de setembro de 2001, ocorridos apenas meses após o lançamento da canção. Por conta das similaridades e da riqueza de detalhes entre a canção e os fatos decorridos, o FBI abriu uma investigação contra Arjona. O cantor afirmou em sua defesa que a canção não possuía conexão com os ataques terroristas.

## Discografia
- Déjame Decir Que Te Amo (1986)
- Jesús, Verbo No Sustantivo (1988)
- Del Otro Lado del Sol (1991)
- Animal Nocturno (1993)
- Historias (1994)
- Si El Norte Fuera El Sur (1996)
- Sin Daños a Terceros (1998)
- Galería Caribe (2000)
- Santo Pecado (2002)
- Adentro (2005)
- 5to Piso (2008)
- Poquita Ropa (2010)
- Independiente (2011)
- Viaje (2014)
- Circo Soledad (2017)
- Blanco (2020)
- Negro (2021)